# Ленштедт
Ле́нштедт (нем. Lehnstedt) — община в Германии, в земле Тюрингия.
Входит в состав района Веймар. Подчиняется управлению Меллинген. Население составляет 350 человек (на 31 декабря 2010 года). Занимает площадь 6,45 км².
Коммуна подразделяется на 18 сельских округов.